# Următorii 100 de ani
Următorii 100 de ani (titlu original în engleză: The Next 100 Years) este o carte din 2009, scrisă de George Friedman. În carte, Friedman încearcă să prezică evenimentele geopolitice majore și tendințele secolului XXI. De asemenea, autorul vorbește și despre schimbările culturale, economice, sociale, precum și despre inovațiile tehnologice care ar putea avea loc în această perioadă.

## Rezumat
Friedman prezice că Statele Unite vor rămâne superputerea globală dominantă pe parcursul secolului XXI și că istoria acestui secol va consta în principal în încercările altor puteri de a destabiliza dominația americană.

### Al Doilea Război Rece
În anii 2010, conflictul dintre SUA și fundamentaliștii islamici va înceta, iar între Rusia și SUA se va declanșa un nou Război Rece, mai scurt decât primul. Pe fundalul încercărilor Rusiei de a-și extinde zona de influență în Europa Centrală și de Est, SUA se va alia cu unele state din această regiune, care vor încerca să reziste presiunilor geopolitice ruse. Friedman speculează că SUA probabil va deveni un aliat apropiat al unor țări est-europene, precum Polonia, Cehia, Slovacia, Ungaria și România. În jurul anului 2015 se va forma o alianță militară condusă de polonezi, care pe parcursul cărții este denumită „Blocul polonez” ("Polish Bloc").

### Fragmentarea Rusiei și a Chinei
Către începutul anilor 2020, Al Doilea Război Rece se va termina, după ce sancțiunile economice și presiunile politice asupra Rusiei, acumulate cu declinul demografic și infrastructura proastă, vor duce la colapsul Federației Ruse, la fel cum s-a destrămat Uniunea Sovietică. Și alte țări ex-sovietice se vor fragmenta.
Tot în această perioadă, China (RPC) se va fragmenta la rândul său, pe criterii politice și culturale, în urma tensiunilor tot mai mari dintre regiunile de coastă prospere și cele sărace din interior. China va rămâne un stat unitar, însă guvernul central își va pierde tot mai mult puterea, diferitele provincii căpătând tot mai multă autonomie.

### Noi mari puteri
În anii 2020 – 2030, pe fundalul decăderii Rusiei și a Chinei, trei mari puteri vor apărea în Eurasia: Turcia, Polonia și Japonia.
Inițial sprijinită de SUA, Turcia își va extinde sfera de influență, devenind o putere regională, ca în vremea Imperiului Otoman. În sfera de inluență a Turciei se va afla Lumea arabă și Caucazul până în Rusia.
Între timp, Japonia își va extinde influența economică spre regiunile de coastă ale Chinei, Orientul Îndepărtat Rus și insulele din Pacific. Friedman prezice că Japonia va deveni mult mai agresivă din punct de vedere geopolitic.
De asemenea, Polonia va continua să conducă Blocul polonez și își va extinde sfera de influență în fosta Rusie Europeană, concurând cu Turcia.

### Apariția unor tensiuni
După sfârșitul celui de-Al Doilea Război Rece, Turcia și Japonia vor deveni mari puteri spațiale, concurând cu SUA. Creșterea puterii militare și a influenței economice a acestor două țări va duce în final la destrămarea alianței lor cu SUA. Turcia și Japonia vor forma apoi probabil o alianță anti-americană, la care este posibil (dar nu foarte probabil) să adere și Germania și Mexicul. Între timp, SUA se va alia cu Blocul polonez, China, India, Coreea reunificată și Regatul Unit. În anii 2040, se vor intensifica tensiunile între cele două alianțe.

### Schimbări demografice
Natalitatea scăzută din țările dezvoltate, în special din Europa, va duce la schimbări majore de ordin social, cultural și politic în prima jumătate a secolului, aceste țări confruntându-se cu îmbătrânirea populației și cu o criză a forței de muncă. Astfel, în anii 2020-2030, țările occidentale vor recurge la forța de muncă străină, stimulând imigrația.
În a doua jumătate a secolului însă, totul va deveni extrem de robotizat, ceea ce va mări considerabil rata șomajului în lume, determinând din nou țările occidentale, în special SUA, să limiteze imigrația.

### Al Treilea Război Mondial
Către mijlocul secolului XXI va izbunci Al Treilea Război Mondial între SUA, Blocul polonez, Regatul Unit, India și China pe de o parte, și Turcia și Japonia de cealaltă parte, cărora li se vor alătura spre sfârșitul războiului Germania și Franța. Războiul, care va dura în jur de doi-trei ani, se va încheia cu victoria Statelor Unite și a aliaților săi. Friedman prezice că războiul va fi limitat și nu total, precum Al Doilea Război Mondial, asta deoarece ambele tabere vor deține arme nucleare, prin urmare nu se va recurge la ele.

### După Război
În deceniile de după război SUA va progresa. Va avea loc un boom economic, care va duce la dezvoltarea de noi tehnologii și la extinderea influenței americane în lume. SUA va rămâne superputerea dominantă din punct de vedere politic și militar și va deține controlul și în spațiu. Turcia va stagna, iar Japonia își va pierde influența.
Între timp, Blocul polonez se va extinde, Polonia devenind tot mai puternică, într-atât încât SUA va ajunge să o considere o amenințare. Drept urmare, SUA se va alia cu Turcia și cu Regatul Unit pentru a împiedica o hegemonie poloneză în Europa.

### Conflictul SUA-Mexic
Până la sfârșitul secolului, în urma a decenii întregi de imigrație masivă, numeroase regiuni din SUA vor fi locuite preponderent de etnici mexicani, care nu se vor mai integra în societatea americană, ci vor dori să se lipească de Mexic. Între timp, Mexicul va deveni la rândul său o mare putere militară și economică și, profitând de tendințele separatiste ale mexicanilor din SUA, va iniția un conflict cu Statele Unite. Friedman estimează că acest conflict va continua și în secolul XXII.

### Noi tehnologii
Pe plan tehnologic, Friedman prezice că vor fi dezvoltate avioane și rachete hipersonice și vor fi înființate baze militare pe Lună. Oamenii vor folosi tot mai mult energia solară, nemaifiind dependenți de hidrocarburi. Se vor înregistra progrese imense în robotică, ceea ce va duce la creșterea productivității muncii și, implicit, la creșterea șomajului, pe măsură ce roboții vor înlocui munca umană. Totodată, progresele din genetică vor duce la prelungirea vieții umane.

## Recenzie
- San Francisco Chronicle